# 喜茂別町

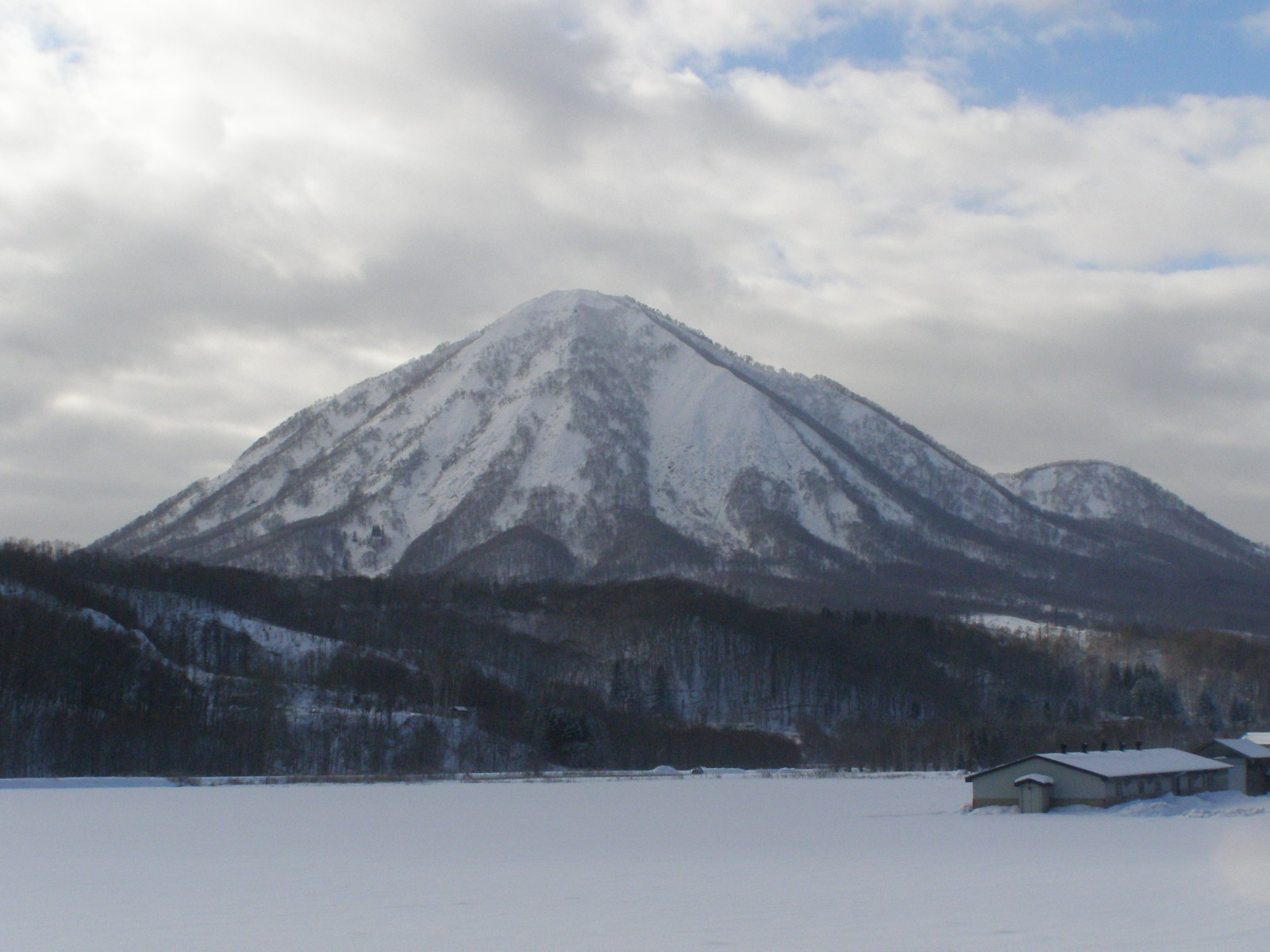
喜茂別町より望む尻別岳

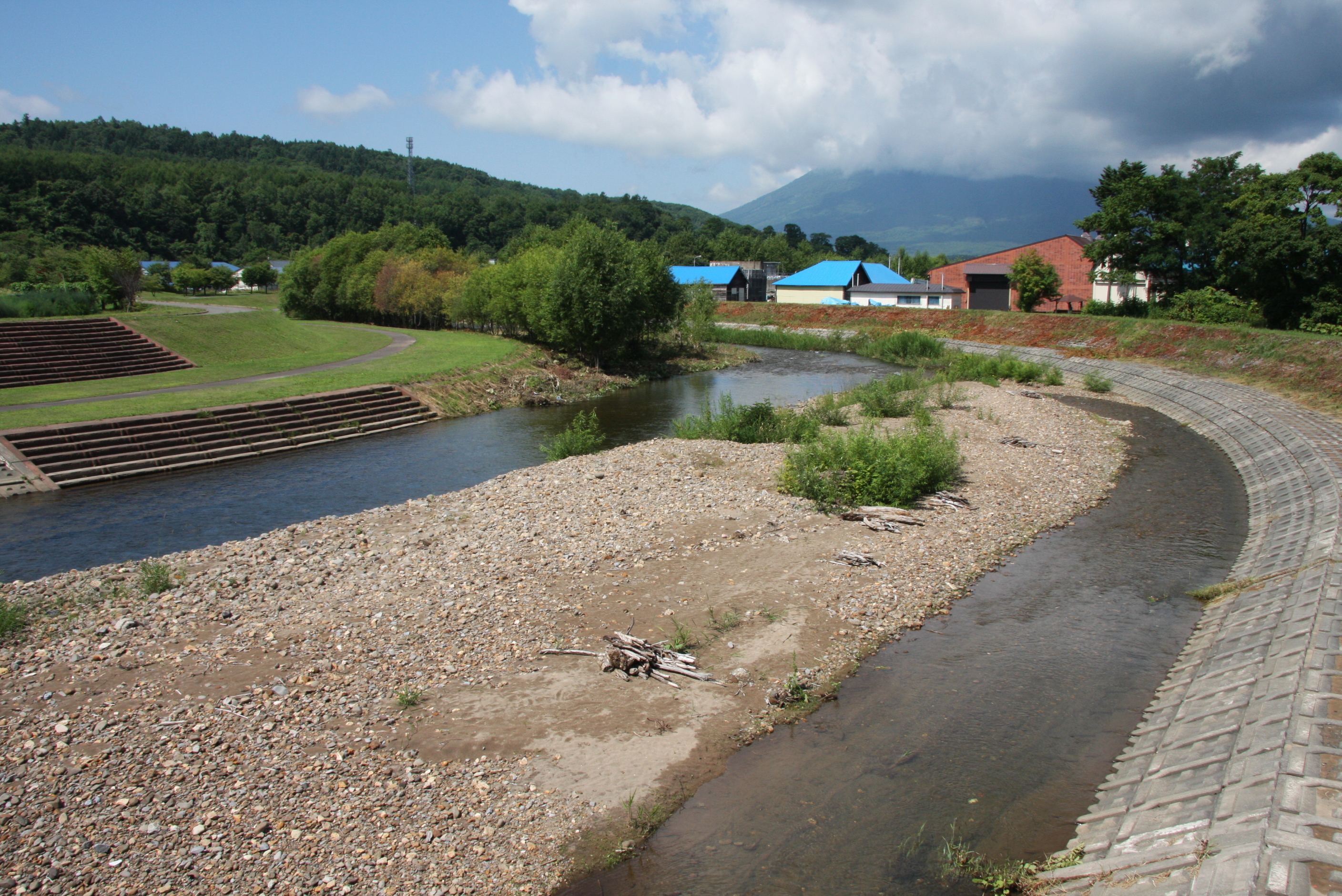
喜茂別川

喜茂別町（きもべつちょう）は、北海道後志総合振興局管内にある町。1952年（昭和27年）7月1日に喜茂別村が町制を施行して成立した町である。虻田郡に属す。

## 地理
- 山 : 羊蹄山（1898m）、尻別岳（1107.4m。羊蹄山に似た山容を持つ）、喜茂別岳（1176.8m）
- 河川 : 尻別川、喜茂別川、オロウェン尻別川
- 峠 : 中山峠（835m）

### 気候
内陸にあるため寒冷な気候で、年間平均気温は5.9℃にしかならない。1月の平均気温は-7.2℃で、-25℃以下にまで下がることもある。8月の平均気温は19.6℃。さらに、羊蹄山麓に位置するため、北海道の地域の中でも非常に降雪量が多く、150cm近くの積雪になることもある。
| 喜茂別（1991年 - 2020年）の気候    | 喜茂別（1991年 - 2020年）の気候 | 喜茂別（1991年 - 2020年）の気候 | 喜茂別（1991年 - 2020年）の気候 | 喜茂別（1991年 - 2020年）の気候 | 喜茂別（1991年 - 2020年）の気候 | 喜茂別（1991年 - 2020年）の気候 | 喜茂別（1991年 - 2020年）の気候 | 喜茂別（1991年 - 2020年）の気候 | 喜茂別（1991年 - 2020年）の気候 | 喜茂別（1991年 - 2020年）の気候 | 喜茂別（1991年 - 2020年）の気候 | 喜茂別（1991年 - 2020年）の気候 | 喜茂別（1991年 - 2020年）の気候 |
| 月                                 | 1月                             | 2月                             | 3月                             | 4月                             | 5月                             | 6月                             | 7月                             | 8月                             | 9月                             | 10月                            | 11月                            | 12月                            | 年                              |
| ---------------------------------- | ------------------------------- | ------------------------------- | ------------------------------- | ------------------------------- | ------------------------------- | ------------------------------- | ------------------------------- | ------------------------------- | ------------------------------- | ------------------------------- | ------------------------------- | ------------------------------- | ------------------------------- |
| 最高気温記録 °C （°F）             | 7.1 (44.8)                      | 12.9 (55.2)                     | 16.8 (62.2)                     | 23.8 (74.8)                     | 30.2 (86.4)                     | 33.3 (91.9)                     | 34.1 (93.4)                     | 34.5 (94.1)                     | 31.0 (87.8)                     | 25.4 (77.7)                     | 19.3 (66.7)                     | 11.3 (52.3)                     | 34.5 (94.1)                     |
| 平均最高気温 °C （°F）             | −2.7 (27.1)                     | −1.7 (28.9)                     | 2.2 (36)                        | 8.8 (47.8)                      | 16.5 (61.7)                     | 20.7 (69.3)                     | 24.1 (75.4)                     | 24.9 (76.8)                     | 21.0 (69.8)                     | 14.3 (57.7)                     | 6.3 (43.3)                      | −0.6 (30.9)                     | 11.2 (52.2)                     |
| 日平均気温 °C （°F）               | −7.2 (19)                       | −6.7 (19.9)                     | −2.5 (27.5)                     | 3.5 (38.3)                      | 10.2 (50.4)                     | 15.0 (59)                       | 19.0 (66.2)                     | 19.6 (67.3)                     | 15.0 (59)                       | 8.2 (46.8)                      | 1.5 (34.7)                      | −4.8 (23.4)                     | 5.9 (42.6)                      |
| 平均最低気温 °C （°F）             | −14.1 (6.6)                     | −14.0 (6.8)                     | −9.2 (15.4)                     | −2.3 (27.9)                     | 3.7 (38.7)                      | 9.4 (48.9)                      | 14.4 (57.9)                     | 14.8 (58.6)                     | 9.2 (48.6)                      | 2.3 (36.1)                      | −3.2 (26.2)                     | −10.3 (13.5)                    | 0.1 (32.2)                      |
| 最低気温記録 °C （°F）             | −31.3 (−24.3)                   | −31.9 (−25.4)                   | −25.7 (−14.3)                   | −18.5 (−1.3)                    | −4.0 (24.8)                     | −1.6 (29.1)                     | 2.4 (36.3)                      | 4.9 (40.8)                      | −1.1 (30)                       | −7.3 (18.9)                     | −20.6 (−5.1)                    | −27.3 (−17.1)                   | −31.9 (−25.4)                   |
| 降水量 mm （inch）                 | 86.1 (3.39)                     | 66.4 (2.614)                    | 68.2 (2.685)                    | 64.0 (2.52)                     | 78.9 (3.106)                    | 58.1 (2.287)                    | 106.2 (4.181)                   | 157.7 (6.209)                   | 140.3 (5.524)                   | 112.4 (4.425)                   | 126.4 (4.976)                   | 113.2 (4.457)                   | 1,178 (46.378)                  |
| 降雪量 cm （inch）                 | 238 (93.7)                      | 193 (76)                        | 143 (56.3)                      | 32 (12.6)                       | 0 (0)                           | 0 (0)                           | 0 (0)                           | 0 (0)                           | 0 (0)                           | 3 (1.2)                         | 95 (37.4)                       | 244 (96.1)                      | 954 (375.6)                     |
| 平均降水日数 （≥1.0 mm）           | 20.3                            | 17.6                            | 16.2                            | 11.3                            | 10.9                            | 9.1                             | 10.3                            | 11.0                            | 12.6                            | 14.3                            | 17.7                            | 21.8                            | 173.2                           |
| 平均月間日照時間                   | 46.2                            | 57.2                            | 99.7                            | 153.2                           | 183.0                           | 170.0                           | 141.9                           | 144.5                           | 150.7                           | 125.6                           | 68.2                            | 34.6                            | 1,376.3                         |
| 出典1：Japan Meteorological Agency |                                 |                                 |                                 |                                 |                                 |                                 |                                 |                                 |                                 |                                 |                                 |                                 |                                 |
| 出典2：気象庁                      |                                 |                                 |                                 |                                 |                                 |                                 |                                 |                                 |                                 |                                 |                                 |                                 |                                 |

### 隣接している自治体・行政区
石狩振興局
- 札幌市（南区）

胆振総合振興局
- 伊達市

後志総合振興局
- 虻田郡：京極町、留寿都村、真狩村

※虻田郡の倶知安町、ニセコ町とは羊蹄山の火口底中央の一点で接している。

## 町名の由来
アイヌ語に由来し、「キムウンペッ（キムンペッ）」（山・に入る・川）、あるいは「キムオペッ（キモペッ）」（山奥・にある・川）が転訛したものとされる。キム・オ・ペツ（山の多い川）という説もある。

## 沿革
有史来
- 659年（斉明天皇5年）：日本書紀によると、阿部比羅夫が後方羊蹄（シリベシ）に至り当地に政所を置き郡領を任命して帰ったとある。なお、後方羊蹄の地は喜茂別町の他、余市町や東北地方など諸説ある。喜茂別町の比羅岡地区には比羅夫神社がある。

松浦武四郎の蝦夷地調査
- 1855年（安政2年）：松浦武四郎が蝦夷地御用雇に採用される。
- 1856年（安政3年）：武四郎は、羊蹄山は北海道の中央にあり、将来は山麓を開拓してそこに政府を置くことが望ましいと考えた。そのため、国道230号や国道276号の元となるルートを開削することを提案した。
- 1857年（安政4年）：武四郎は調査のためフレナイ（現在の虻田市街）を出発して、尻別川上流へ向かった。羊蹄山と尻別岳の間を通り、尻別川左岸の喜茂別町内のフルボク（坂の下の意味）に到着。その後、徒歩で尻別川本流を遡り、オロウェン尻別川との分岐であるヘタヌ（現在の喜茂別町鈴川）まで来た。武四郎はこの時の日誌（報志利辺津日誌）に羊蹄山と尻別岳について以下のように記している

　　「この山（羊蹄山）は当島中第一の霊地なので、（諸説ある）後方羊蹄の地をこの所に定め、一つの村を開き、将来の一つの都会にしてもよいと思われる」
　　「この地は近い距離に富士山と筑波山に似た山があることは実に奇妙なことである」

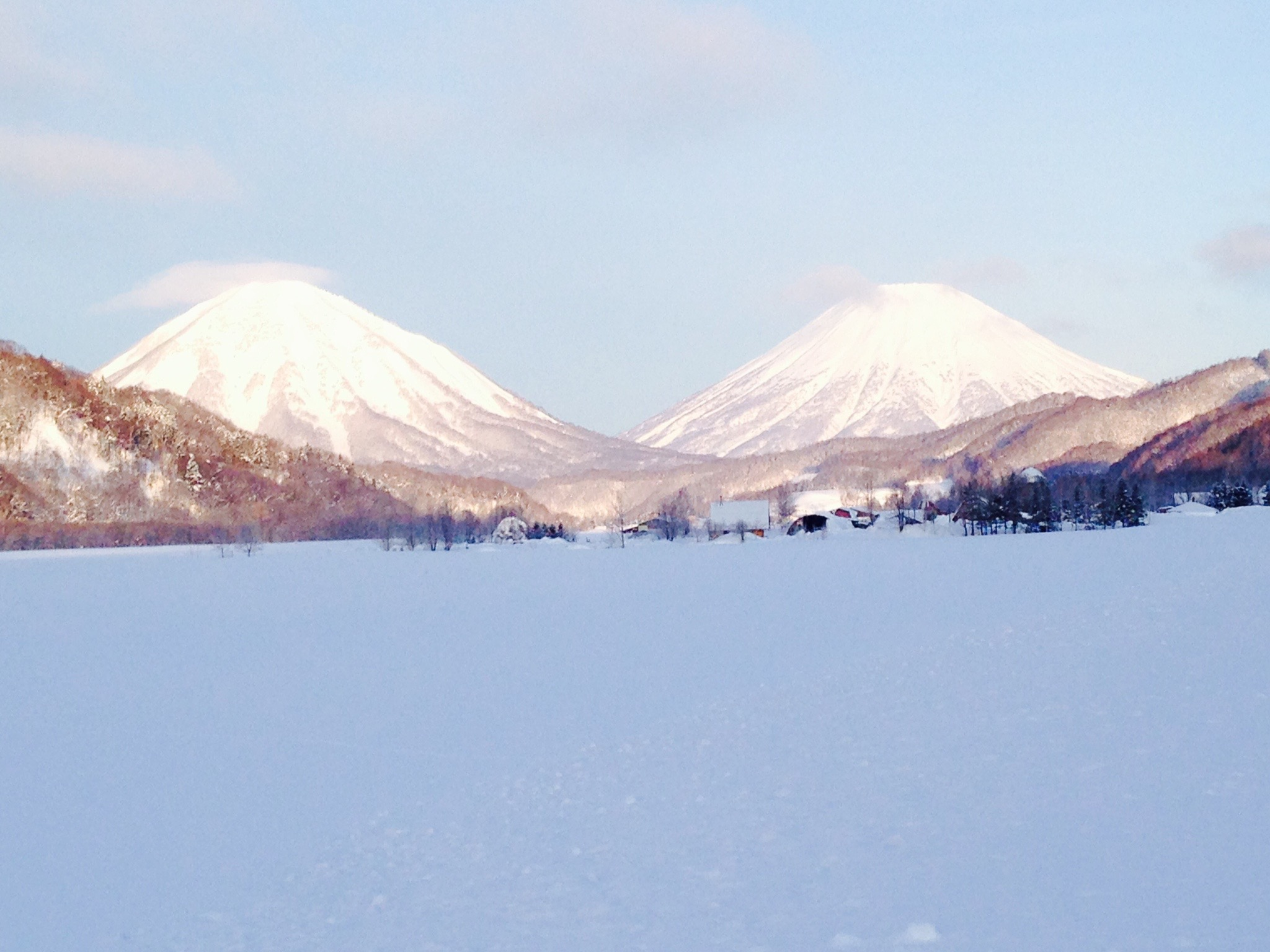

　　「実にこの二つの山の間こそ当島第一の霊地である」
- 1858年（安政5年）：再度武四郎は調査のため喜茂別を訪れた。この時も虻田を出発し、羊蹄山の水源の少し上手にあたるノボリチシに至り、そこを後方羊蹄社（神社）建立の予定地と定めた。その後、ルウサン（現在の喜茂別町留産）の上に出、そこから山麓を通って再度昨年訪れたフルボクに到着した。それから喜茂別川を上り、中山峠付近を越え、豊平川の上流を下り、定山渓で宿泊したのち、発寒や銭函を経由して石狩に到着した。この2度の武四郎の調査ルートは、ほぼアイヌの人々が、鮭漁、山猟や石狩地方への出稼ぎの際に利用していた道を利用した。現在の国道２３０号線、２７６号線の近くを通っている。当時の喜茂別町域にはアイヌ民族の定住者はなく、虻田や有珠のアイヌの鮭の漁場があって、出稼ぎに来る場所であった。

明治以降
- 1869年（明治2年）：蝦夷が北海道と改称され、１１国８６郡を設定された。その結果、現在の喜茂別町は胆振国虻田郡に属することになった。また、東本願寺より明治政府に本願寺道路開削の願書が提出される。
- 1870年（明治3年）：有珠郡に旧仙台藩亘理支藩の伊達家が集団移住。現如（大谷光瑩）が事業の責任者となり、本願寺道路工事始まる。喜茂別町を通るルートを選択したのは松浦武四郎の助言による。現在中山峠には現如の銅像がある。
- 1871年（明治4年）：虻田郡が旧仙台藩亘理支藩の伊達家の領地となる。当時開拓長官だった東久世通禧や参議だった副島種臣らが工事中の本願寺道路を視察。この際、副島種臣が「右に余市岳を望、左に札幌岳を望故」中山峠と命名。また、この時、東久世長官が亘理伊達家当主だった伊達邦成に対し、家臣の中に本願寺道路の小休所の経営を兼ねて開墾土着を希望する者があれば申し出るべきことを命じ、小屋は開拓使が手配することを明らかにしている。なお、この視察の際、副島種臣は「シンノシケコタン（中央の集落の意味。現在の喜茂別町留産）は札幌より便利よろしかるべき也。成程千年昔の都府」と感服していた。視察の後、亘理支藩の阿部嘉左衛門、牛坂喜四郎、志賀久米之進の３名が喜茂別のシンノシケコタンに移植し、駅伝を開設。喜茂別にとって記念すべき最初の和人の開拓者となる。その後本願寺道路も開通した。
- 1872年（明治5年）：阿部嘉左衛門夫婦の留守中に子供が行灯に点火しようとして誤って失火し、家屋が焼失。駅伝も廃止となる。
- 1873年（明治6年)：本格的な馬車道である札幌本道（現在の国道３６号線に相当）が開通。本願寺道路は廃れていく。阿部嘉左衛門も伊達に戻る。
- 1875年（明治8年）：阿部嘉左衛門再度喜茂別に移住。今度はフルボッケ（現在の喜茂別町相川）で駅伝再開。
- 1890年（明治23年）：現在の喜茂別町尻別に駅逓が開設される。
- 1891年（明治24年)：現在の喜茂別町喜茂別に駅逓が開設される。
- 1893年（明治26年）：現在の喜茂別町尻別に阿部嘉左衛門が実に三度目の駅逓を開設。
- 1895年（明治28年）：阿部嘉左衛門が本籍を伊達東紋別から喜茂別に移す
- 1897年（明治30年）：虻田村から真狩村が分村（役場は現在の留寿都村に設置した）
- 1902年（明治35年）：南部団体10余戸移住
- 1903年（明治36年）：伏見神社を喜茂別町中心部から現在の伏見地区に奉還。稲村道三郎が現在の比羅岡に入植。
- 1904年（明治37年）：地元民により上喜茂別鉱山が発見される。
- 1905年（明治38年)：公立喜茂別簡易教育所指定。
- 1905年（明治38年）：喜茂別簡易教育所は喜茂別尋常小学校と改称、壮渓珠オマベツ教育所付設
- 1907年（明治40年）：上喜茂別鉱山の試掘願設定される。山梨県甲府市笛吹川で大水害発生
- 1908年（明治41年）：尻別岳で雨ごいが行われる。
- 1909年（明治42年）：壮渓珠オマベツ駅逓開設。上目名(現比羅岡)に喜茂別尋常小学校付属特設教授所開設
- 1910年（明治43年）：山梨県甲府市笛吹川で大水害発生
- 1911年（明治44年）：阿部嘉左衛門が喜茂別神社内に馬頭観音建立。山梨県人253戸（下山嘉吉含む）、福島県人80戸団体移住
- 1912年（明治45年）：阿部嘉左衛門死去。下山嘉吉が白花豆栽培をはじめる。
- 1914年（大正2年）：比羅夫神社創建。上壮渓珠オマベツ特別教授所開設
- 1916年（大正5年）：喜茂別尋常小学校に高等科併置、喜茂別尋常高等小学校と改称。上喜茂別鉱山に有望な鉱床が発見され大刀川鉱山と称したが、大きな開発は行われなかった。
- 1917年（大正6年）：真狩村（現留寿都村）から分離独立し、2級町村制を施行し、村名を喜茂別村とする。人口は7,892人だった。初代村長　伊藤清之進就任。壮渓珠、上喜茂別、上壮渓珠、上尻別の4教授所が独立し尋常小学校
- 1919年（大正8年）：黒橋に居住していた佐藤宇吉が現在の竜神沼のほとりで大蛇を見た。当時の沼には魚が一匹も住んでいなかったため、気味が悪いので、水に関係のある竜神をまつることになった。
- 1920年（大正9年）：徳舜瞥村（現伊達市）の一部を編入
- 1924年（大正13年）：下山嘉吉が白花豆の純化に成功
- 1925年（大正14年）：村長が「アスパラガスこそ本村に適した作物」と100本の苗を試作。下山嘉吉が東京へ転居。
- 1928年（昭和3年）：胆振線鉄道開通（喜茂別～京極間）
- 1929年（昭和4年）：アスパラガス耕作組合が組織され、アスパラガス耕作始まる。
- 1932年（昭和7年）：農家の組合「喜茂別村産業組合」が朝日アスパラガス缶詰株式会社創業。ホワイトアスパラガス缶詰の生産開始。
- 1933年（昭和8年）：中山鉱山が発見される
- 1934年（昭和9年）：小樽市の極東罐詰株式会社が進出し、耕作組合を組織、契約栽培を実施。壮渓珠オマベツ駅逓廃止。
- 1936年（昭和11年）：日本アスパラガス耕作組合、朝日アスパラガス耕作組合、極東罐詰アスパラガス耕作組合が協議の上、喜茂別村三アスパラガス耕作組合連合会結成。
- 1937年（昭和12年）：アスパラ農家が道アスパラガス生産者大会を開き、朝日アスパラガス株式会社に対する原料の供給を拒絶する決議し、翌年からアスパラガスの全生産量を農民らの産業組合へ出荷することを申し合わせ。上喜茂別鉱山を日本製鉄株式会社が買収。
- 1938年（昭和13年）：喜茂別村産業組合缶詰工場設立。日本製鉄株式会社が上喜茂別鉱山の本格的な採掘を行う。
- 1939年（昭和14年）：農民自ら喜茂別産業組合のもと缶詰工場を建設しクレードルブランドアスパラガス缶詰の製造を開始。村立喜茂別診療所開設。日鉄鉱業株式会社設立、上喜茂別鉱山採掘権を買う。
- 1940年（昭和15年）：喜茂別～日鉄喜茂別鉱山間鉄道開通
- 1941年（昭和16年）：胆振縦貫鉄道全線開通（伊達～倶知安間）
- 1942年（昭和17年）：上喜茂別鉱山が砒素の含有が多いため休山。
- 1944年（昭和19年）：胆振縦貫鉄道を国鉄が買収し｢胆振線｣と称す。戦時需要が増したため、上喜茂別鉱山再操業。
- 1946年（昭和21年）：1級村に昇格する。喜茂別有線放声所誕生。上喜茂別鉱山再度休山。
- 1947年（昭和22年）：第1回民選村長選挙　菊地久治当選。喜茂別、鈴川、双葉、上喜茂別の4中学校創設。
- 1948年（昭和23年）：喜茂別市街大火317戸焼失。北海道倶知安農業高等学校喜茂別分校開校。北海道農村工業協同株式会社設立。
- 1949年（昭和24年）：クレードル興農株式会社喜茂別工場事務所建設。
- 1951年（昭和26年）：高校が倶知安高等学校喜茂別分校と校名変更(農業課程を普通課程に改める)。喜茂別町社会福祉協議会設立。上喜茂別鉱山操業。
- 1952年（昭和27年）：町制施行し、喜茂別町となる。高校は「北海道喜茂別高等学校｣と改称し独立
- 1953年（昭和28年）：上喜茂別鉱山休山
- 1955年（昭和30年）：香川県石田高校生　第1回農業研修のため来町
- 1957年（昭和32年）：喜茂別町土地改良区設立。2級国道230号（札幌～虻田間）舗装工事始まる。
- 1959年（昭和34年）：喜茂別町保育所落成　開所
- 1960年（昭和35年）：喜茂別町防犯協会、喜茂別町体育団体連絡協議会、喜茂別町婦人団体連絡協議会設立
- 1961年（昭和36年）：喜茂別高等学校に全日制課程設置認可。喜茂別町商工会発足
- 1963年（昭和38年）：喜茂別高等学校が道立移管
- 1965年（昭和40年）：中山峠に「アスパラガス発祥の地」の碑を建立。中山峠健民センター国民宿舎「中山荘」、物産館、体育館落成、キャンプ村開設。
- 1966年（昭和41年）：開町50周年式典を挙行する。栄中学校を喜茂別中学校に統合。道立中山峠ユースホステル完成
- 1967年（昭和42年）：クレードル興農の缶詰生産最盛期。現如上人之像建立。
- 1968年（昭和43年）：クレードル興農倒産。中山峠であげいもが販売される。
- 1970年（昭和45年）：過疎地域指定。喜茂別町文化団体協議会発足。喜茂別町総合10か年計画策定。香川県寒川町（現さぬき市）との姉妹都市提携に関する決議
- 1972年（昭和47年）：統合喜茂別中学校落成
- 1973年（昭和48年）：羊蹄山ろく消防組合発足　喜茂別支署を設置。喜茂別町保育所新築落成。
- 1974年（昭和49年）：鈴川小学校改築落成
- 1976年（昭和51年）：鈴川基幹集落センター落成
- 1977年（昭和52年）：双葉克雪管理センター落成
- 1978年（昭和53年）：喜茂別高等学校創立30周年記念式典挙行。栄小学校改築落成。喜茂別町特産物直売センター開設。社会福祉法人大蔵福祉会精神薄弱者更生施設「喜茂別双葉学園」開設
- 1979年（昭和54年）：森林組合事件、町費流用事件。喜茂別小学校開校80周年記念式典挙行。栄小学校、羊蹄小学校、御園小学校開校70周年記念式典挙行。栄・羊蹄地区に基礎集落圏管理棟落成。国道230号・道道喜茂別停車場線に道内初の流雪溝設置。
- 1980年（昭和55年）：町営プール上屋落成。御園小学校増改築落成。第23回体力づくり運動推進全国大会内閣総理大臣賞受賞。
- 1983年（昭和58年）：喜茂別町交通安全協会設立。双葉小学校創立80周年記念式典挙行。喜茂別町観光協会設立。喜茂別小学校体育館完成。中山峠健民センター物産館オープン。中山峠高原ホテルオープン。
- 1984年（昭和59年）：栄小学校閉校。クレードル会社更生手続き完了。
- 1985年（昭和60年）：喜茂別町社会福祉協議会が法人認可され「社会福祉法人喜茂別町社会福祉協議会」となる。喜茂別町スポーツ少年団育成連絡協議会設立。
- 1986年（昭和61年）：国鉄胆振線廃止　代替バス運行開始
- 1987年（昭和62年）：開町70周年記念式典挙行(農村環境改善センター、町武道館落成記念)
- 1988年（昭和63年）：鈴川小学校開校80周年記念式典挙行。御園小学校閉校。
- 1989年（平成元年）：ふるさと創生事業　双葉地区フラワーストリート設置。羊蹄小学校開校80周年記念式典挙行。中山峠に｢アスパラの塔｣設置。
- 1991年（平成3年)：喜茂別町交通安全母の会設立
- 1992年（平成4年）：喜茂別町新総合計画策定。喜茂別小学校新校舎落成記念式典挙行。喜茂別中学校統合開校20周年記念式典挙行。
- 1993年（平成5年）：オフトーク「ふれあい通信」放送開始。双葉地区開基93年、双葉小学校開校90周年記念式典挙行。中山峠健民センター物産館が「道の駅」に指定。
- 1994年（平成6年）：中山峠観光トイレ「森のしずく」開設
- 1995年（平成7年）：国土庁「水の郷100選」に認定。農林水産省「グリーンツーリズムモデル育成地域」に指定。中山峠観光トイレが日本トイレ協会グッドトイレ10に選ばれる。
- 1996年（平成8年）：温泉湧出　源泉名「ふるっぷ温泉」。喜茂別町行政改革大綱策定。ふるっぷ温泉仮設浴場開設。
- 1997年（平成9年）：開町80周年記念式典挙行(ふれあい福祉センター落成記念)。
- 1998年（平成10年）：羊蹄小学校閉校。喜茂別高等学校新校舎落成。一般廃棄物分別収集開始。
- 1999年（平成11年）：中山峠公営企業会計廃止　民間企業へ移譲。社会福祉法人愛和福祉会「愛和の里きもべつ」開設。
- 2000年（平成12年）：中山峠森の美術館開設。動物写真家の嶋田忠の写真を中心に扱う「嶋田忠ネイチャーアートフォーラム」とエミール・ガレのガラス工芸やルイ・マジョレルの家具等を展示する「アール・ヌーボーコレクション」の2分野を常設展示。
- 2001年（平成13年）：きもべつ浄化センター完成　市街地区特定環境保全公共下水道事業供用開始。
- 2002年（平成14年）：第4次喜茂別町総合計画策定。一般廃棄物最終処分場供用開始。
- 2003年（平成15年）：双葉小学校閉校。中山峠森の美術館閉館。
- 2004年（平成16年）：町長選挙執行　菅原章嗣初当選
- 2005年（平成17年）：放課後児童クラブ(学童保育)始まる。喜茂別町観光協会解散。「中山峠森の美術館」が「中山峠写真の森美術館」としてリニューアルオープン。
- 2006年（平成18年）：喜茂別町自治連絡協議会設立　鈴川地区で防災訓練実施
- 2007年（平成19年）：後志管内16町村で構成される後志広域連合設立　本町も加盟。喜茂別厚生病院が病床を廃止し喜茂別厚生クリニックに呼称変更。
- 2008年（平成20年）：鈴川小学校開校100周年記念式典挙行
- 2009年（平成21年）：テレビ中継局を地上デジタル化整備　一部視聴開始。ふるっぷ温泉閉鎖。
- 2010年（平成22年）：喜茂別高等学校閉校。きもべつ笑み～な新築落成。郷の駅ホッときもべつオープン。旧喜茂別高等学校校舎に喜茂別中学校が移転。地域おこし協力隊(第1期)10名（ - 2012.3.31）
- 2011年（平成23年）：町内全域に光ブロードバンド整備。おしゃべり回覧板放送開始。喜茂別町企業誘致条例に基づく第1号として横浜冷凍株式会社喜茂別工場誘致。「中山峠写真の森美術館」が「中山峠森の美術館」としてリニューアルオープン。
- 2012年（平成24年）：第5次喜茂別町総合計画策定。地域振興センター「みらい」新築落成。一般社団法人きもべつ観光協会設立。
- 2013年（平成25年）：地域おこし協力隊(第2期)3名（ - 2015.3.31）。喜茂別厚生クリニックを町立診療所化「喜茂別町立クリニック」として開設。社会福祉法人渓仁会　介護老人福祉施設「きもべつ喜らめきの郷」開設。洞爺湖町、豊浦町、留寿都村、喜茂別町による国道230号道路整備促進期成会設立。マスコットキャラクター「ウサパラくん」誕生。
- 2014年（平成26年)）：旧公民館の備品から山梨県旧休息村(現甲州市)にかかる古文書発見。道南バス喜茂別御園間廃止。
- 2015年（平成27年）：喜茂別町営バス「ウサパラ号」運行開始。生ゴミ堆肥化施設落成。喜茂別町人口ビジョン・総合戦略策定。羊蹄山ろく消防組合喜茂別支署庁舎落成。喜茂別町立クリニックを喜茂別町健康増進センターに呼称変更し、町健康推進課と元気応援課が移設。
- 2016年（平成28年）：北海道日本ハムファイターズ応援大使事業。ふるさと応援基金事業（ふるさと納税）開始。農村環境改善センターがサブオフサイトセンターに指定。喜茂別町開町100周年記念式典挙行　祝賀会開催。喜茂別町開町100周年記念事業（富士作品展、記念公園造成、記念植樹　等）。新町章制定。公衆無線LAN環境整備事業により町内11箇所にWi-Fiを整備。
- 2017年（平成29年）：地域おこし協力隊（第3期）1名（ - 2019.3.31)。中山峠森の美術館閉館。
- 2019年（令和元年）：地域おこし協力隊（第4期）2名（ - 2020.3.31）。町議会議員選挙が実施され、定数9のうち30代2名、40代2名などとなり平均年齢55.4歳の異例の若い地方議会が誕生（全国町村議会議員の平均年齢は63.9歳）。
- 2020年（令和2年）：郷の駅商業施設を町が株式会社グリーンロードより購入。町長選挙執行　内村俊二初当選。
- 2021年（令和3年）：喜茂別町ゼロカーボンシティ宣言。喜茂別町立クリニックの委託先が医療法人渓仁会から医療法人社団スカイに変更。北海道初の女子野球タウンの認定を受ける。地域おこし協力隊(第5期)3名。
- 2022年（令和4年）：道南バスの喜茂別大滝本町東団地間廃止。
- 2023年（令和5年）：町議会議員選挙が実施されるも、戦後初の定数割れ。平均年齢は56.5歳。
- 2024年（令和6年）：町長選挙執行　林己人初当選。同時に町議会議員補欠選挙が実施されるも定数割れ。平均年齢は54.8歳となり全道で2番目に若い議会となる。
- 2025年（令和7年）：鈴川小学校閉校。

## 経済

### 産業
- 主に農業

### 立地企業
- クレードル興農株式会社喜茂別工場

### 農協
- ようてい農業協同組合（JAようてい）喜茂別支所

### 金融機関
- 北海道信用金庫喜茂別支店

### 郵便局
- 喜茂別郵便局（集配局）
- 鈴川郵便局

### 宅配便
- ヤマト運輸：千歳主管支店喜茂別センター（倶知安町）
- 佐川急便：倶知安営業所（倶知安町）
- 日本通運：羊蹄支店（京極町）

## 公共機関

### 警察
- 倶知安警察署
  - 喜茂別駐在所
  - 鈴川駐在所

## 姉妹都市・提携都市

### 国内
- 香川県さぬき市（旧寒川町と1970年（昭和45年）12月24日締結）

## 地域

### 人口
| |                                          |  |
| 喜茂別町と全国の年齢別人口分布（2005年） | 喜茂別町の年齢・男女別人口分布（2005年） |  |
| ■紫色 ― 喜茂別町 ■緑色 ― 日本全国 | ■青色 ― 男性 ■赤色 ― 女性                |  |
| 喜茂別町（に相当する地域）の人口の推移 \| 1970年（昭和45年） \| 5,115人 \| \| \| 1975年（昭和50年） \| 4,544人 \| \| \| 1980年（昭和55年） \| 4,085人 \| \| \| 1985年（昭和60年） \| 3,749人 \| \| \| 1990年（平成2年） \| 3,240人 \| \| \| 1995年（平成7年） \| 3,029人 \| \| \| 2000年（平成12年） \| 2,843人 \| \| \| 2005年（平成17年） \| 2,707人 \| \| \| 2010年（平成22年） \| 2,492人 \| \| \| 2015年（平成27年） \| 2,294人 \| \| \| 2020年（令和2年） \| 2,156人 \| \| |                                          |  |
| 総務省統計局 国勢調査より |                                          |  |
| 1970年（昭和45年） | 5,115人                                  |  |
| 1975年（昭和50年） | 4,544人                                  |  |
| 1980年（昭和55年） | 4,085人                                  |  |
| 1985年（昭和60年） | 3,749人                                  |  |
| 1990年（平成2年） | 3,240人                                  |  |
| 1995年（平成7年） | 3,029人                                  |  |
| 2000年（平成12年） | 2,843人                                  |  |
| 2005年（平成17年） | 2,707人                                  |  |
| 2010年（平成22年） | 2,492人                                  |  |
| 2015年（平成27年） | 2,294人                                  |  |
| 2020年（令和2年） | 2,156人                                  |  |

### 消滅集落
2015年国勢調査によれば、以下の集落は調査時点で人口0人の消滅集落となっている。
- 喜茂別町 - 字富士見台,字壮園,字福島

### 教育
- 中学校
  - 喜茂別
- 小学校
  - 喜茂別、鈴川※2024年度末（2025年3月31日）で閉校、喜茂別小に統合

## 交通

### 鉄道
- 伊達紋別駅と倶知安駅を結ぶ国鉄胆振線が通っていたが、1986年（昭和61年）11月1日に廃止されている。町内には御園駅、北鈴川駅、喜茂別駅、留産駅が設置されていた。
- 現在は、町内を鉄道路線は通っていない。最寄りは、JR北海道函館本線倶知安駅。

### バス
- 道南バス
  - 倶知安駅前方面（胆振線廃止代替バス）
  - 札幌駅前方面
  - 洞爺湖温泉・豊浦しおさい方面
  - うさパラ号

### 道路
- 一般国道
  - 国道230号
  - 国道276号
- 都道府県道
  - 北海道道97号豊浦京極線
  - 北海道道257号留寿都喜茂別線
  - 北海道道695号清原喜茂別線
  - 北海道道696号喜茂別停車場線
- 道の駅
  - 望羊中山

## 名所・旧跡・観光スポット・祭事・催事
- 郷の駅 ホッときもべつ
- 後方羊蹄山の高山植物帯（国の天然記念物）
- 支笏洞爺国立公園
- 中山峠スキー場
- 道の駅望羊中山
- 旧双葉小学校史料館 雪月花廊
- 喜茂別町民公園

### 名物・名産品
- あげいも - 中山峠の売店で販売

## 出身著名人
- 栄花直輝（警察官・剣道家）
- たてかべ和也（声優）
- 田村英一（フリーアナウンサー・元北海道放送所属）
- 山本邦彦（元北海道副知事、元北海道空港社長、元北海道経済連合会副会長）